# Mallashettihalli, Davanagere
Mallashettihalli là một làng thuộc tehsil Davanagere, huyện Davanagere, bang Karnataka, Ấn Độ.